# Дарвард Ноулз
Дарвард Ноулз (англ. Durward Knowles, 2 листопада 1917 — 24 лютого 2018) — британський яхтсмен.
Олімпійський чемпіон 1964 року в класі Зоряний, бронзовий призер 1956 року в класі Зоряний, учасник 1948, 1952, 1960, 1968, 1972, 1988 років.
Чемпіон світу в класі Зоряний 1947 року, срібний призер 1954 року, бронзовий призер 1946, 1974 років.